# Tabla de Cambio de Barcelona

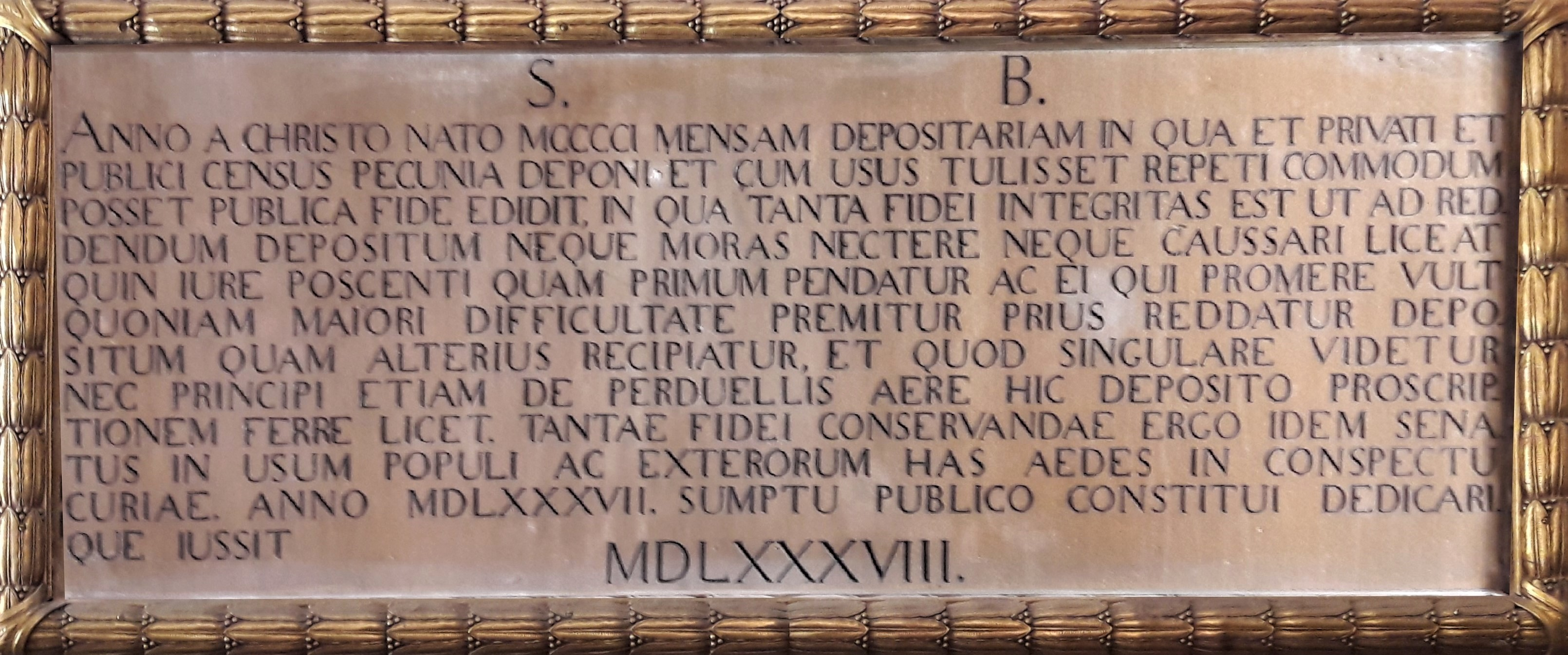
Lápida de 1588 de la edificación de la nueva sede de la Mesa de Cambio de Barcelona en la actual plaza de Sant Jaume

La Tabla (o mesa) de Cambio de Barcelona fue una institución cambista o bancaria de la ciudad de Barcelona creado en 1401, y es considerado el primer banco público de Europa.

## Contexto histórico
A finales del siglo XIV, Cataluña, como el resto de Europa, sufre la crisis económica provocada por la peste de 1348, las revueltas sociales y la expulsión de la mayor parte de los judíos. Las bancas privadas del momento son inestables y no cuentan con la confianza de los ciudadanos ni de las instituciones. 
Durante los últimos años del reinado de Pedro IV de Aragón se produce «un cambio de la coyuntura económica y sobrevino la crisis de 1381, debida a causas diversas y que llevó consigo la bancarrota de la banca privada catalana, que había prestado grandes sumas al Rey y que se encontró en la imposibilidad de hacer frente a sus compromisos.»

## Creación
Es en este contexto de inestabilidad del sector privado, que el Consejo de Ciento de Barcelona inaugura el 25 de enero de 1401 la Tabla de Cambio con la garantía de la ciudad para tener sus depósitos y también como instrumento para gestionar sus emisiones de deuda. En un primer momento recibió el nombre de Taula de Canvi assegurada de la Ciutat que fue cambiado en 1468 por Taula de Canvi dels comuns depósits de la Ciutat remarcando «su carácter primordial de banca de depósito.»
La Tabla también estaba abierta a los ciudadanos y otras instituciones, lo que la convirtió en el primer banco público europeo. El éxito le acompañó y en 1413 era también el banco de la Generalidad y años más tarde también de la Iglesia y del rey. En 1433 consta que gestionaba 1.500 cuentas, que es tanto como decir que tenía de cliente a una de cada 4 familias de la ciudad de Barcelona, de 30.000 habitantes.
En toda la Corona de Aragón se crearon tablas de cambio similares en Perpiñán (1404), Valencia (1408), y durante los siglos XV y XVI en Palma, Tarragona, Gerona, Zaragoza, Vic, Tortosa, Lérida, Olot, Cervera y Manresa.

## Evolución y final
Inicialmente esta tabla de cambio tuvo la sede en la Lonja de Mar, hasta que en 1588 se instaló en un nuevo edificio en la actual plaza de San Jaime. En 1837 se renovó este edificio, que finalmente fue derribado en 1902 para construir la sede de la Caixa de Barcelona.
La Tabla de Cambio de Barcelona fue funcionando normalmente hasta que el Decreto de Nueva Planta de 1716 la desvinculó del Ayuntamiento y la hizo depender del rey. A partir de entonces fue disminuyendo su actividad hasta que desapareció definitivamente en 1865.